# Apiculospora
Apiculospora is een geslacht van schimmels uit de orde Helotiales. De familie is nog niet eenduidig bepaald (Incertae sedis). De typesoort is Apiculospora spartii.

## Soorten
Volgens Index Fungorum telt dit geslacht twee soorten (peildatum december 2021):
| Soortnaam              | Auteur(s)                                                 | Publicatiejaar |
| ---------------------- | --------------------------------------------------------- | -------------- |
| Apiculospora penniseti | A. Karunarathna & C.H Kuo                                 | 2021           |
| Apiculospora spartii   | Wijayaw., W.J. Li, Camporesi, A.J.L. Phillips & K.D. Hyde | 2016           |